# Smittipora inarmata
Smittipora inarmata är en mossdjursart som först beskrevs av Ferdinand Canu och Ray Smith Bassler 1929.  Smittipora inarmata ingår i släktet Smittipora och familjen Onychocellidae. Inga underarter finns listade i Catalogue of Life.